# Bill Pratney
William „Bill“ Pratney (eigentlich Wiremu Paratane; * 1909; † 25. August 2001 in Auckland) war ein neuseeländischer Radrennfahrer. Er gilt als der „größte Māori-Radrennfahrer“.
Bill Pratney wurde geboren als Wiremu Paratane. Seine Mutter starb in seinem Geburtsjahr, seine Großmutter wenige Jahre später, und er kam in ein Waisenhaus. Dort wurde er in William Pratney umbenannt. Schon als Jugendlicher gewann er lokale Radrennen, und er entschied sich, Radrennfahrer zu werden. 1930 wurde er bei einem Autounfall schwer verletzt und lag für drei Tage im Koma, so dass die Ärzte es als unmöglich ansahen, dass er jemals wieder fahrradfahren könne.
Doch schon drei Monate später saß Pratney wieder auf dem Rad und gewann in Bestzeit das Rennen „Taranaki Round-the-Mountain“. Ein Höhepunkt seiner Karriere war 1937 der Gewinn der Neuseeländischen Straßenmeisterschaft vor dem Favoriten Harry Watson, dem weitere nationale Titel folgten.
Pratney blieb als Radsportler aktiv bis ins hohe Alter und fuhr bei Meisterschaften in seiner jeweiligen Altersklasse mit. 1995, im Alter von 86 Jahren, fuhr er in Australien innerhalb von zwei Tagen eine 330 Kilometer lange Strecke für wohltätige Zwecke.